# Chandrayaan-Programm
Das Chandrayaan-Programm (von Hindi Chandra für Mond, yaan für Wagen, Fahrzeug) ist das Mondprogramm der Indischen Raumfahrtbehörde (ISRO).
Bislang erfolgten drei Chandrayaan-Missionen mit insgesamt je zwei Orbitern, Landern und Rovern sowie einer Einschlagsonde. Während die Orbiter der beiden Missionen Chandrayaan-1 und Chandrayaan-2 erfolgreich in Betrieb gingen, stürzte der Lander mit Rover von Chandrayaan-2 ab. Am 23. August 2023 landete Chandrayaan-3 mit dem zweiten Rover erfolgreich auf der Mondoberfläche. Indien ist damit nach der Sowjetunion, den USA und der Volksrepublik China die vierte Nation, der eine Mondlandung gelungen ist.

## Missionen

### Chandrayaan-1

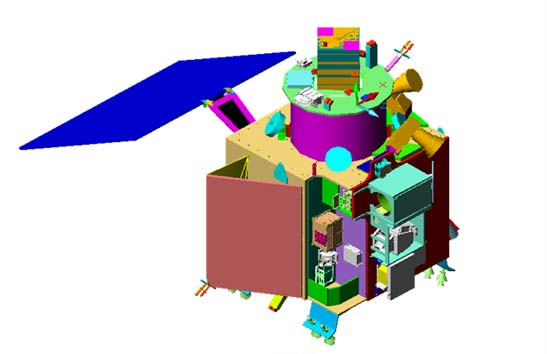
Schema der Chandrayaan-1-Sonde

Die Mission Chandrayaan-1 startete am 22. Oktober 2008 mit einer PSLV-XL-Rakete. Ihr Orbiter erreichte im Oktober 2008 eine Umlaufbahn um den Mond und war zehn Monate lang in Betrieb. Der zugehörige Impaktor erreichte die Mondoberfläche erfolgreich mit einem geplanten harten Aufschlag. Bei dem Einsatz wurde erstmals Wasser auf dem Mond entdeckt. Darüber hinaus diente die Mission Kartierungsaufgaben und der Untersuchung der dünnen Mondatmosphäre.

### Chandrayaan-2

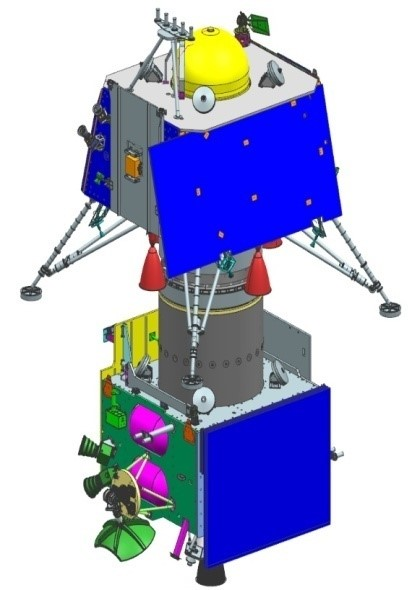
Orbiter, Lander und Rover der Chandrayaan-2-Mission in gestapelter Startkonfiguration

Die Sonde Chandrayaan-2 – bestehend aus einem Orbiter, einem Lander und einem Rover – startete mit fünf Jahren Verspätung im Juli 2019 und kam nach einem Monat in einer Mondumlaufbahn an. Der Chandrayaan-2-Orbiter verblieb dort. Für ihn wird eine Betriebsdauer von etwa sieben Jahren erwartet. Der Lander Vikram mit Rover Pragyan verpasste durch einen Softwarefehler eine weiche Landung, stürzte hart auf die Mondoberfläche und wurde zerstört.

### Chandrayaan-3

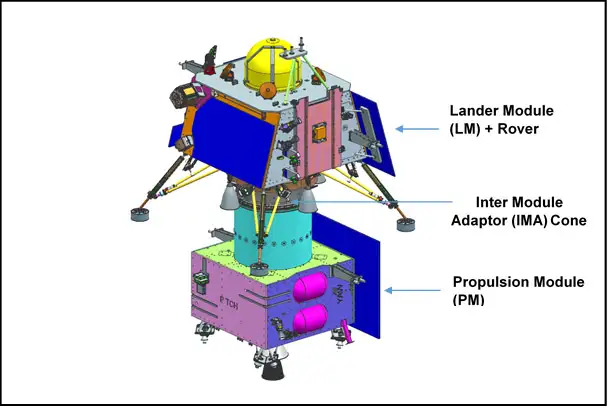
Integriertes Modul des Chandrayaan-3-Systems

Die Nachfolgemission Chandrayaan-3 umfasste nur einen Lander mit Rover. Sie wurde am 14. Juli 2023 gestartet. Da der Orbiter von Chandrayaan-2 noch in Betrieb ist, wurde kein weiterer Orbiter benötigt. Der Chandrayaan-3-Lander setzte am 23. August 2023 auf der Mondoberfläche auf und war dort 12 Tage lang in Betrieb. Währenddessen erkundete der Rover die Umgebung.

### Chandrayaan-4
Die Mondsonde Chandrayaan-4 wurde im Dezember 2023 als erste indische Probenrückführmission angekündigt. Sie soll 2027 starten.

### Chandrayaan-5
Chandrayaan-5 ist als gemeinsame Mission mit der japanischen Raumfahrtbehörde JAXA geplant. Indien möchte den Mondlander bauen, während Japan einen Rover beisteuert. Die Sonde soll frühestens 2028 starten und in der Südpolregion des Mondes landen. In Japan trägt die Mission den Namen LuPEx (Lunar Polar Exploration).